# 루이 레아르
루이 레아르(프랑스어: Louis Réard, 1896년 10월 10일 ~ 1984년 9월 16일)는 프랑스의 자동차 기술자이자 패션 디자이너이다. 1946년 7월에 현대적인 여성용 수영복인 비키니를 선보였으며 40년 동안에 걸쳐 비키니 매장을 운영했다.

## 비키니의 출시
레아르는 1940년경에 어머니의 란제리 사업을 물려받은 자동차 엔지니어였고 파리에 위치한 폴리에 베르제르(Folies Bergère) 인근에서 의류 디자이너로 근무했다. 그는 생트로페 해변에서 여성들이 더 햇볕에 잘 탈 수 있도록 수영복 가장자리를 걷어 올리는 모습을 보았는데 이는 착용한 사람의 몸통을 드러낼만큼 미니멀한 수영복을 디자인하도록 영감을 주었다.
1946년 5월에는 자크 에임(Jacques Heim)이 세계에서 가장 작은 수영복이라고 광고한 '아톰'(Atome)이라는 이름의 투피스 수영복을 제작했다. 에임의 수영복 하단은 착용한 사람의 배꼽을 가릴 정도로 컸다. 에임은 자신의 새로운 디자인을 홍보하기 위한 차원에서 아톰을 "세계에서 가장 작은 수영복"이라고 광고하기 위한 차원에서 지중해 휴양지 상공을 비행하면서 하늘에 글씨를 쓰는 전문 비행사들을 고용했다.
레아르는 신문지 문양이 들어간 194cm2 크기의 직물로 만들어진 삼각형 모양의 천 네 조각으로 구성된 스트링 비키니 수영복 디자인을 재빨리 만들어냈다. 레아르가 데뷔 발표회에서 자신이 디자인한 수영복을 입을 모델을 찾았을 때 일반 모델들 가운데 아무도 이 옷을 입지 않으려고 했다. 그래서 레아르는 카지노 드 파리에서 활동하던 19세 누드댄서인 미셸린 베르나르디니(Micheline Bernardini)를 모델로 고용하게 된다.
레아르는 1946년 7월 5일에 파리에 위치한 대중 수영장인 피신 몰리토르(Piscine Molitor)에서 비키니라고 이름지은 자신의 새 수영복을 대중과 언론에 소개했다. 레아르가 비키니 디자인을 공개한 날은 태평양에 위치한 비키니 환초에서 최초로 진행된 미국의 핵무기 실험인 크로스로드 작전이 일어난 지 4일이 지난 날이기도 했다. 신문들은 이에 대한 뉴스로 가득했고 레아르는 자신과 같은 디자인이 등장하기를 원했다. 레아르는 자신의 디자인을 "세계에서 가장 작은 수영복보다 작다."라고 광고하면서 공중 광고 전문 비행사들을 고용하여 프랑스 코트다쥐르 지방의 상공을 비행했다.
베르나르디니의 사진과 행사에 관한 기사가 언론에 널리 게재되었다. 특히 인터내셔널 헤럴드 트리뷴(International Herald Tribune)에만 9개 기사가 게재되었다. 레아르는 그로부터 14일이 지난 날에 디자인 특허를 출원했고 특허 번호 19431호를 받았다. 적어도 1930년대부터 여성용 투피스 수영복이 가능했지만 레아르의 비키니는 처음으로 배꼽을 노출했기 때문에 논란이 되기도 했다.

## 비키니 마케팅
비키니는 특히 남성들 사이에서 매우 인기가 있었고 베르나르디니는 약 50,000통의 팬레터를 받았다. 에임의 디자인은 해변에서 처음 착용한 것이지만 레아르의 이름은 대중들의 의식 속에 남아 있었다. 레아르의 사업이 급성장하면서 그는 "투피스 수영복은 '결혼 반지를 통과할 수 없다면' 진정한 비키니가 아니다."라고 선언함으로써 비키니의 신비로움을 유지했다.
레아르는 판매를 더욱 촉진하기 위한 차원에서 자동차 차체 전문가인 샤프롱(Chapron)에게 패커드 V8 자동차를 조종석, 포트홀, 앵커, 신호 돛대 및 기타 해군이 완비된 모의 럭셔리 객실 순양함으로 개조하여 호화로운 "도로 요트"를 만들 것을 의뢰했다. 이 자동차는 광고 퍼레이드에 나섰고 1950년대 초반에 비키니 차림의 여자 승무원들과 함께 투르 드 프랑스에 참가한 사이클 선수들을 따라다니며 편협한 프랑스에서 큰 센세이션을 일으켰다.

## 말년
레아르는 나중에 파리에 비키니 매장을 열고 40년 동안에 걸쳐 수영복을 팔았다. 레아르는 1980년에 아내인 마르셀 레아르(Marcelle Réard)와 함께 프랑스에서 스위스 로잔으로 이주했다. 1984년에 스위스 로잔에서 향년 87세의 나이로 사망했다.